# باتا بوستر نيكلا هيرو
Phata Poster Nikhla Hero هو فيلم إنتاج 2013 بوليوودي كوميدي الفيلم من إخراج راجكومار سانتوشي. من بطولة شاهيد كابور و إليانا دي كروز في الأدوار الرئيسية، دخل السينما في 20 سبتمبر 2013 و كان هناك استجابة متوسطة من النقاد وفي السينما الفيلم كان متوسط النجاح.
تدور قصة هذا الفلم حول أم ربت ابنها وأرادت أن يكون شرطي نزيه لكي يصحح كل خطايا أبوه أما هو فأراد أن يصبح بطل سينيمئي

## روابط خارجية
- باتا بوستر نيكلا هيرو على موقع IMDb (الإنجليزية)
- باتا بوستر نيكلا هيرو على موقع روتن توميتوز (الإنجليزية)
- باتا بوستر نيكلا هيرو على موقع قاعدة بيانات الأفلام العربية
- باتا بوستر نيكلا هيرو على موقع بوكس أوفيس موجو (الإنجليزية)
- باتا بوستر نيكلا هيرو على موقع قاعدة بيانات الفيلم (الإنجليزية)
- باتا بوستر نيكلا هيرو على موقع ليتربوكسد (الإنجليزية)
- باتا بوستر نيكلا هيرو على موقع كينوبويسك (الروسية)